# Lobelia ghiesbreghtii
Lobelia ghiesbreghtii är en klockväxtart som beskrevs av Joseph Decaisne. Lobelia ghiesbreghtii ingår i släktet lobelior, och familjen klockväxter. Inga underarter finns listade i Catalogue of Life.